# Niels Marnegrave
Niels Marnegrave (Luik, 9 december 1987) is een Belgisch voormalig basketballer en huidig assistent-coach die doorgaans als point guard speelde.

## Carrière
Marnegrave begon in 2004 zijn loopbaan in zijn geboortestad, bij Liège Basket. Na één seizoen maakte hij de overstap naar Dexia Mons-Hainaut, waar hij vier seizoenen zou spelen. In 2006 won hij met Mons de Beker van België. In het seizoen 2009-2010 speelde Marnegrave voor Verviers-Pepinster om 1 seizoen later al de overstap te maken naar de Leuven Bears. Na 3 seizoenen maakte hij in 2013 de overstap naar landskampioen Telenet Oostende. Met Oostende won Marnegrave 3 keer de Belgische beker en werd hij drie keer landskampioen. Op 9 juni 2016 werd bekend dat Marnegrave vanaf het seizoen 2016-2017 zal uitkomen voor Spirou Charleroi. In 2019 vertrok hij naar Limburg United maar hij in 2021 stopte met basketballen.
Hij werd het seizoen erop assistent-coach bij de eerste ploeg van Limburg United. Daarnaast was hij ook tot in 2024 hoofdcoach van de tweede ploeg, hij werd opgevolgd door Christoff Janssens.

### Nationale ploeg
Marnegrave maakt deel uit van de Belgische nationale ploeg. 

## Palmares

### Club
Dexia Mons-Hainaut
- 2006:  Beker van België

Telenet Oostende
- 2014, 2015, 2016: Belgisch landskampioenschap
- 2014, 2015, 2016: Beker van België